# Kurier Wielkopolski
Kurier Wielkopolski – polski dziennik wydawany w latach 1946–1950 na terenie Wielkopolski, organ Stronnictwa Demokratycznego. 

## Historia
Gazeta powstała z inicjatywy ówczesnego przewodniczącego Wojewódzkiego Komitetu Stronnictwa Demokratycznego Jana Sobaszka. Pierwszy egzemplarz pisma ukazał się w trzy dni po referendum ludowym 3 lipca 1946. Gazeta była wydawana kolejno przez: Wielkopolską Spółdzielnię Wydawniczą "Kurier", Spółdzielnię Wydawniczą "Kurier" oraz Spółdzielnię Wydawniczą "Prasa Demokratyczna – Nowa Epoka" (od 1949). Na jej utrzymanie środki asygnował Centralny Komitet SD, pismo utrzymywało się również ze składek. Gazeta była drukowana w poznańskiej  drukarni św. Wojciecha, następnie w drukarni w Kościanie i ponownie w drukarni św. Wojciecha. 
Pismo ukazywało się jako dziennik (z wyjątkiem poniedziałków) do końca października 1950, następnie zostało przekształcono w mutację "Kuriera Codziennego". Gazeta liczyła 6 stron (w wydaniu niedzielnym: 8) i miała dwie mutacje: gnieźnieńską (do 1949) i ostrowską. Maksymalny nakład na jaki zezwoliły władze wynosił 30 tys., w praktyce był on dwa–trzy razy niższy. 
Funkcję redaktorów naczelnych pełnili kolejno: Albin Wietrzykowski, Oktawian Misiurewicz, Bohdan Danielewski, Jan Cieślak oraz Bolesław Nencki.